# اتا ماهی
اتا ماهی یک ستاره است که در صورت فلکی ماهی قرار دارد.